# H.C. Ørstedskollegiet
H.C. Ørstedskollegiet er et kollegium beliggende på Niels Bohrs Allé i Odense. Det ligger tæt ved forstaden Hjallese, ca. 3,5 km. fra byens centrum, 3 km. fra Rosengårdcentret og er centralt placeret i forhold til studiesteder og indkøbsmuligheder.
Kollegiet har egen fodbold- og beachvolleybane samt en hyggelig fællesbar for beboerne. Igennem flere år har kollegiet været vært for større musikarrangementer, bl.a. gruppen "One Two" har givet koncert på kollegiet.
Kollegiet er opført i 1968, og er placeret midt mellem Syddansk Universitet på Campusvej og University College Lillebælt på Niels Bohrs Allé. Desuden ligger kollegiet også tæt på dele af Pædagoguddanelsen i Odense samt Fyns Naturvidenskabelige Gymnasium.
Kollegiet, der er Odenses største, huser 559 beboere fordelt på 479 enkeltværelser og 40 lejligheder til to personer.

## Historie
- 1968 – Kollegiet blev bygget
- 2004 – Gennemgik en større renovering af køkkener, toiletter, lejligheder, ventilation mm.
- 2007 – 12. maj raseres kollegiet af en brand efter en fest. Branden var udløst af en beboers lemfældige omgang med en cigaret, og betød at omkring 30 beboere måtte genhuses.[1][2][3] I dagene efter branden var der flere nyhedsindslag som fejlagtigt nævnte at der skulle genhuses hele 200 beboere.[4]